# Under You
Under You es una canción de la banda estadounidense de rock Foo Fighters. La canción es del undécimo álbum de estudio de la banda, But Here We Are. Fue lanzado como el segundo sencillo del álbum el 17 de mayo de 2023.

## Composición
La canción ha sido descrita como punk melódico.

## Posicionamiento en lista
| Lista (2023)                          | Posición |
| ------------------------------------- | -------- |
| Japan Hot Overseas (Billboard Japan)  | 13       |
| New Zealand Hot Singles (RMNZ)        | 18       |
| Reino Unido (Official Charts Company) | 98       |